# Living Stone
Living Stone – багатоцільове судно для проведення будівельних робіт на шельфі, споруджене на замовлення бельгійської компанії DEME. Стало першим кабелеукладальним та каменеукладальним судном з двигуном, розрахованим на використання зрідженого природного газу (ЗПГ). 
Living Stone, поставка якого відбулась в кінці травня 2017 року, замовили на початку 2015-го на іспанській верфі LaNaval, розташованій біля Більбао. Судно має змогу брати дві кабельні котушки по 5000 тон, які розташовуватимуться нижче від палуби. На останній залишатиметься вільна площа 3600 м2 для розміщення допоміжного обладнання, дистанційно керованих суден, траншейного обладнання або третьої котушки вагою у 2000 тон.  
Також Living Stone має змогу виконувати функцію каменеукладального судна (rock installation vessels), відносячись до типу зі спускною трубою (fallpipe vessel, FPV). На борту при цьому розміщуватиметься до 14000 тон каміння, а його подача відбуватиметься двома методами – через пряму та викривлену труби.
Серед іншого обладнання судно матиме кран вантажопідйомністю 600 тон, систему динамічного позиціювання DP3 та майданчик для гелікоптерів, який проектували під прийом Sikorsky S92.
Важливою особливістю судна є енергетична установка з чотирма двигунами загальною потужністю 14,4 МВт. Вони можуть використовувати як традиційні нафтопродукти, так і ЗПГ. В останньому випадку відбувається суттєве скорочення викидів шкідливих речовин (сполук сірки, оксидів азоту, діоксиду вуглецю).

## Завдання судна
Первісно планувалось що першим завданням стане прокладання головного експортного кабелю на бельгійській ВЕС Рентел у Північному морі. Проте затримка із спорудженням Living Stone змусила віддати роботу судну NKT Victoria.
Тому першим проектом Living Stone повинне стати аналогічне завдання на німецькій ВЕС Меркур (так само  Північне море).
В недалекому майбутньому для судна запланували ще одне завдання в інтересах вітроенергетики — на бельгійській системі передачі енергії на берег від офшорної трансформаторної станції (Elia Modular Offshore Grid). Траншейні роботи при цьому виконуватимуть інші судна з двигунами на ЗПГ – Minerva та Scheldt River.